# Rugby Europe U19 Championship 2013
El Rugby Europe U19 Championship del 2013 se disputó en Portugal y fue la séptima edición del torneo en categoría M19.
El campeón del torneo fue Georgia, quien clasificó al Trofeo Mundial de Rugby Juvenil 2014.

## Equipos participantes
- Selección juvenil de rugby de Bélgica
- Selección juvenil de rugby de España
- Selección juvenil de rugby de Georgia
- Selección juvenil de rugby de Polonia
- Selección juvenil de rugby de Portugal
- Selección juvenil de rugby de República Checa
- Selección juvenil de rugby de Rumania
- Selección juvenil de rugby de Rusia

## Posiciones

### Cuartos de final
- Los perdedores avanzan a la copa de plata

| 27 de octubre | Georgia | 69 - 8 | República Checa |  |  |

| 27 de octubre | España | 27 - 3 | Rumania |  |  |

| 27 de octubre | Portugal | 18 - 17 | Polonia |  |  |

| 27 de octubre | Bélgica | 33 - 12 | Rusia |  |  |

### Semifinal de Plata
| 30 de octubre | Rumania | 30 - 6 | República Checa |  |  |

| 30 de octubre | Rusia | 26 - 14 | Polonia |  |  |

### Semifinales Campeonato
| 30 de octubre | Georgia | 31 - 3 | España |  |  |

| 30 de octubre | Portugal | 11 - 13 | Bélgica |  |  |

### Séptimo puesto
| 2 de noviembre | Polonia | 43 - 5 | República Checa |  |  |

### Quinto puesto
| 2 de noviembre | Rumania | 37 - 17 | Rusia |  |  |

### Tercer puesto
| 2 de noviembre | Portugal | 9 - 17 | España |  |  |

### Final
| 2 de noviembre | Georgia | 32 - 6 | Bélgica |  |  |

| Bandera de Georgia |
| Campeón Georgia    |
| Tercer título      |